# Giovanni Antonio Corazza
Giovanni Antonio (o Giannantonio) Corazza (segles XVII-XVIII), va ser un metge i arqueòleg, nebot del també metge i arqueòleg Giovanni Pagni, al servei del Gran Ducat de Toscana. Va ser enviat a la regència de Tunis per Cosme III de Mèdici per guarir Rhomdane Bei. Allà va descobrir algunes inscripcions epigràfiques llatines i va transcriure'n els textos per enviar-los al cèlebre hel·lenista Anton Maria Salvini, segons el que indica Scipione Maffei.